# Charles Guillaume Alexandre Bourgeois
Pour les articles homonymes, voir Bourgeois.
Charles Guillaume Alexandre Bourgeois (16 décembre 1759 à Amiens - 7 mai 1832 à Paris) est un peintre, graveur, physicien et chimiste français.

## Biographie
Bourgeois fut élève du graveur Jean-Georges Wille et du peintre et miniaturiste Franz Peter Kymli. En tant que peintre, il est connu principalement pour ses miniatures en camaïeu de gris et de bistre. Une dizaine de ses portraits figurent au Musée du Louvre.
En tant que physicien, il a mené des travaux expérimentaux en optique. Ses deux principaux ouvrages sont les Leçons expérimentales d'optique sur la lumière et les couleurs destinées à rétablir dans leur intégrité les faits dénaturés par Newton (1816-1817) et le Manuel d'optique expérimentale à l'usage des artistes et des physiciens (1821). Ses travaux de chimie portèrent sur les couleurs. On lui doit un bleu de cobalt suppléant l'outremer. D'autres couleurs tirées du fer ont remplacé entre ses mains, avec avantage pour la fixité, celles du carthame et du Kermès. Enfin la garance a donné des laques qui ne tournent pas au violet, et un carmin du rouge le plus beau et le plus fixe.
Il avait épousé Marie-Rose de Ribeaucourt.
Il est inhumé au cimetière Montmartre avec son fils Firmin-Jean-Baptiste-Alexandre Bourgeois, (29 décembre 1786 à Amiens - 3 octobre 1853 à Compiègne), architecte des bâtiments de la couronne, dans la tombe sont aussi inhumés : l'égyptologue Jacques Vandier (1904-1973) et son épouse Jeanne d'Abbadie d'Arrast (1899-1977), elle aussi égyptologue.

Boilly - Réunion d'artistes dans l'atelier d'Isabey : salon de 1798.
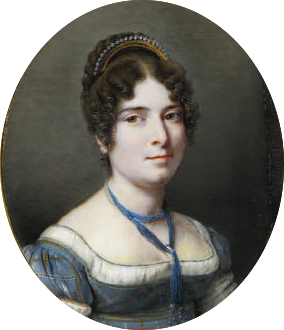
Portrait de son épouse, peint par lui.
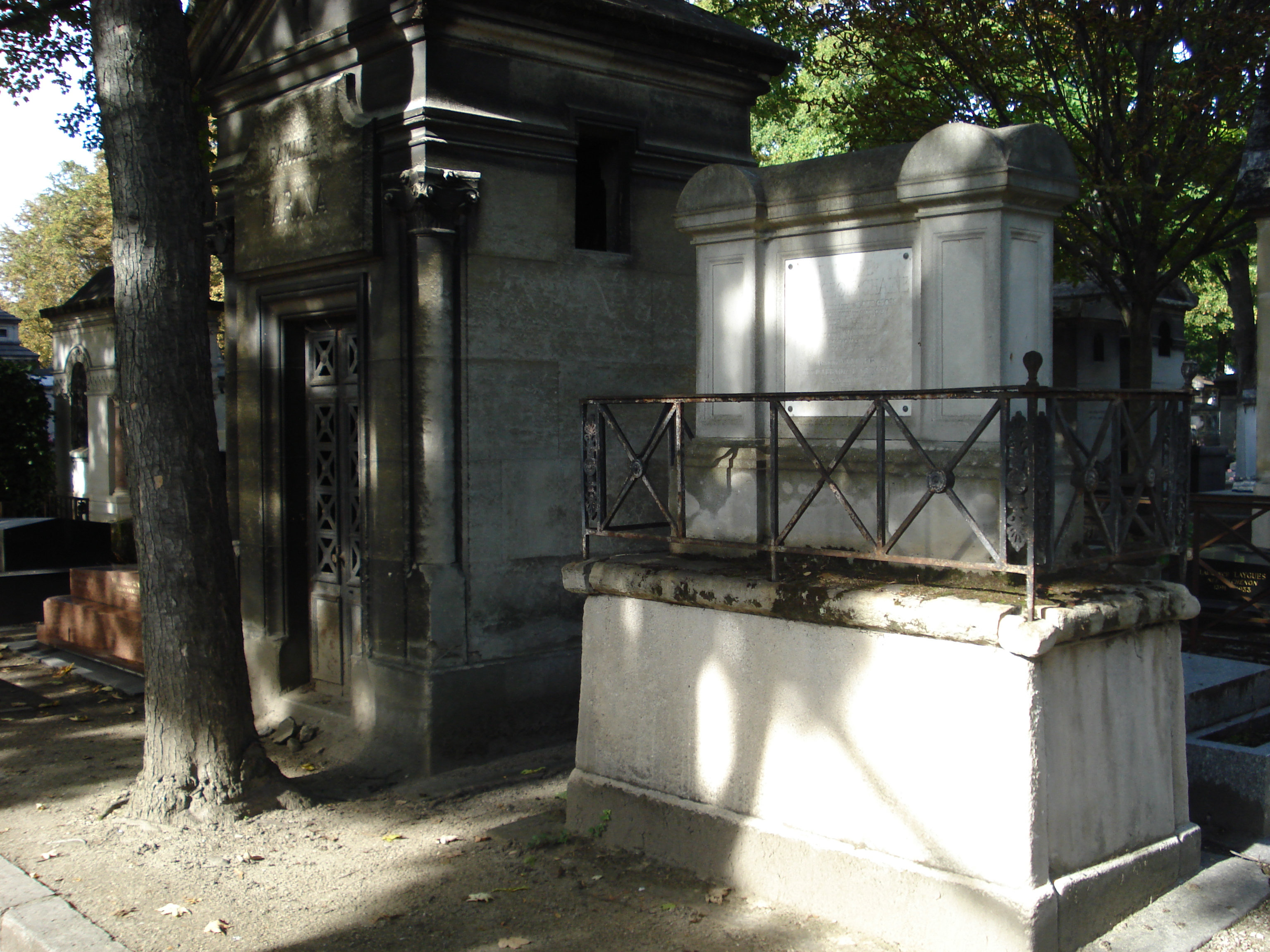
Sépulture de Charles Guillaume Alexandre Bourgeois - Cimetière Montmartre.

## Œuvres
- Portrait de Napoléon, Marie-Louise d'Autriche et leur fils.
- Portrait de Maria Letizia Ramolino (Musée Carnavalet)
- Portrait de Jean Gaspard de Vence, vers 1801-1802 (Musée du Louvre)

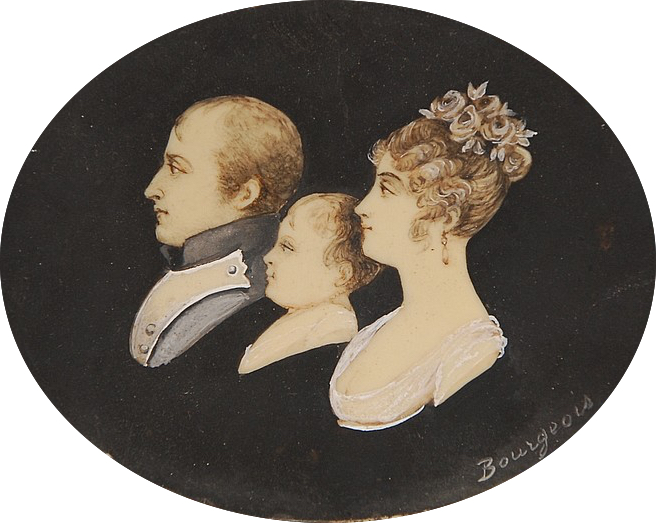
Portrait de Napoléon, Marie-Louise d'Autriche et leur fils.
Portrait de Maria Letizia Ramolino, épouse de Charles Bonaparte (Musée Carnavalet)[1]
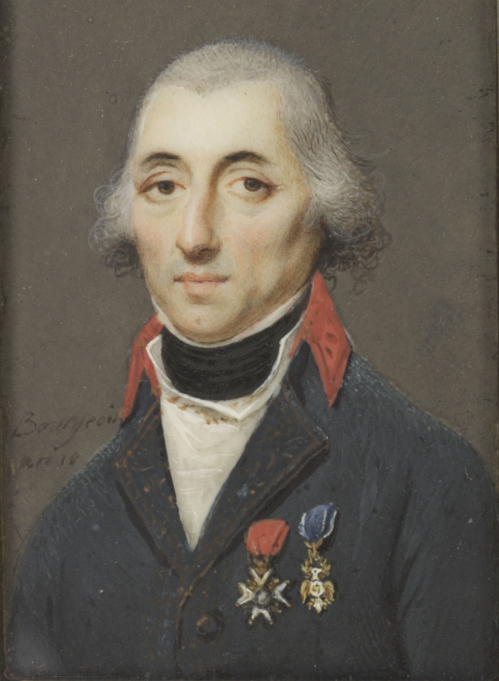
Portrait de Jean Gaspard de Vence (Musée du Louvre).
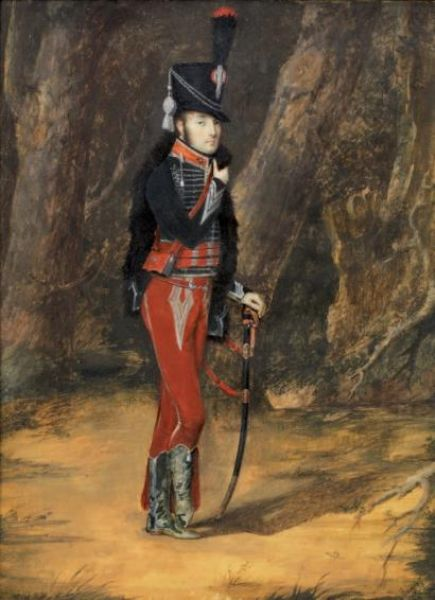
Capitaine de hussard en pied.
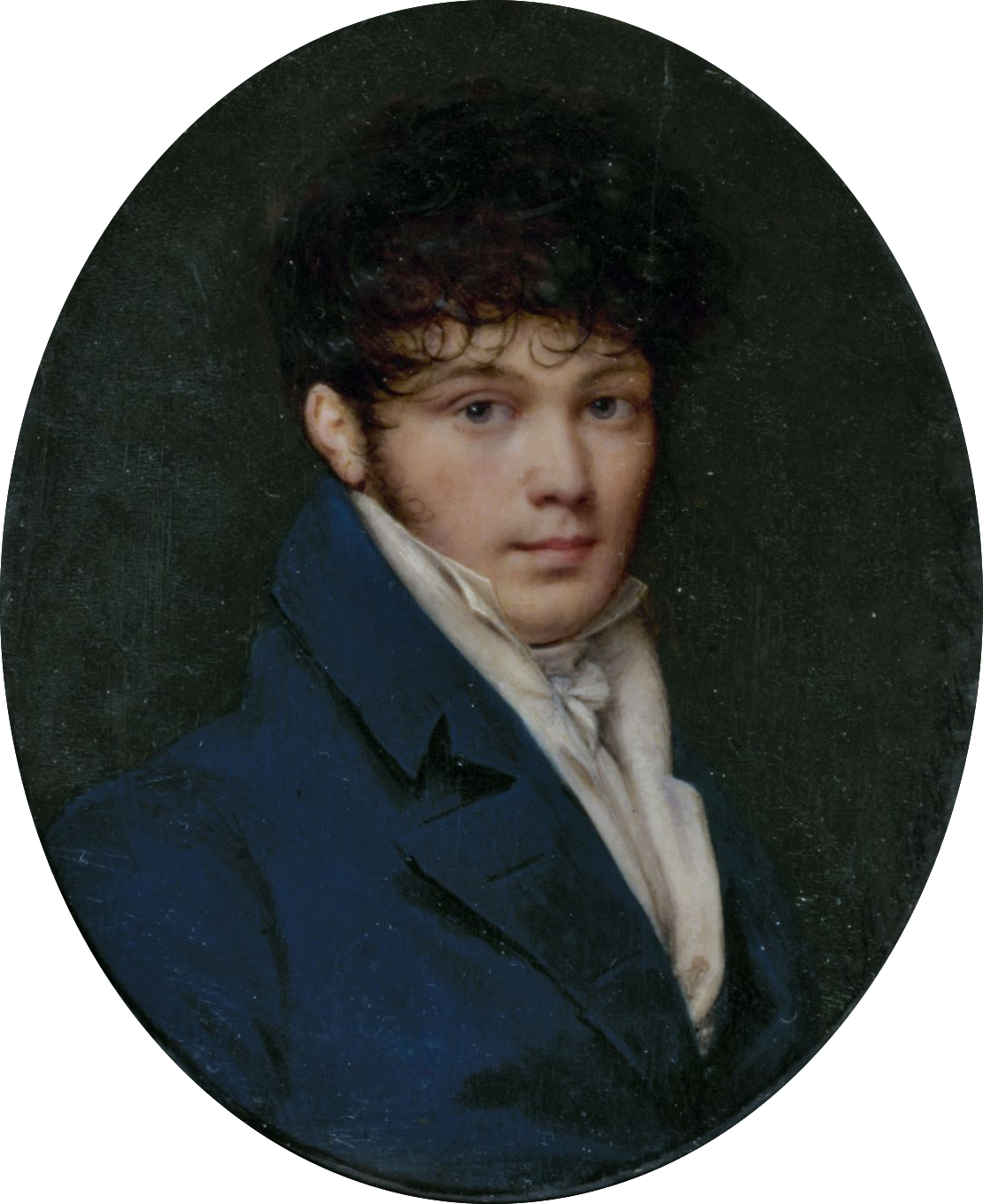
Portrait d'homme jeune (Musée Cognacq-Jay).
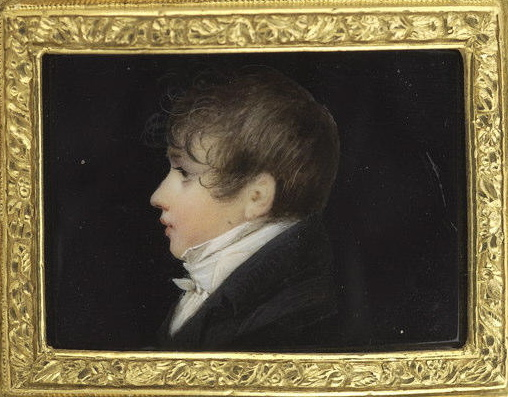
Portrait de Auguste Artaud (Musée du Louvre).
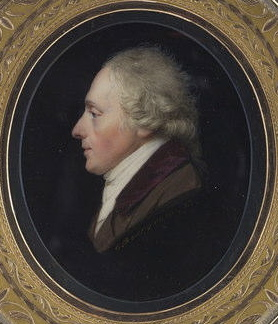
Portrait d'homme (Musée du Louvre).
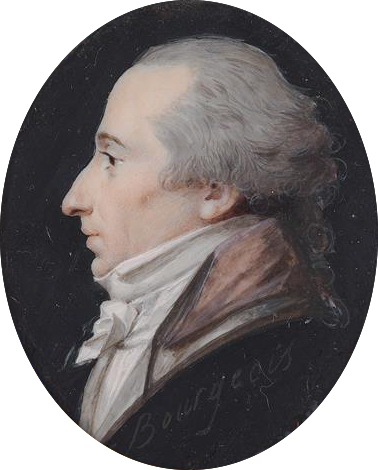
Portrait d'homme de profil.
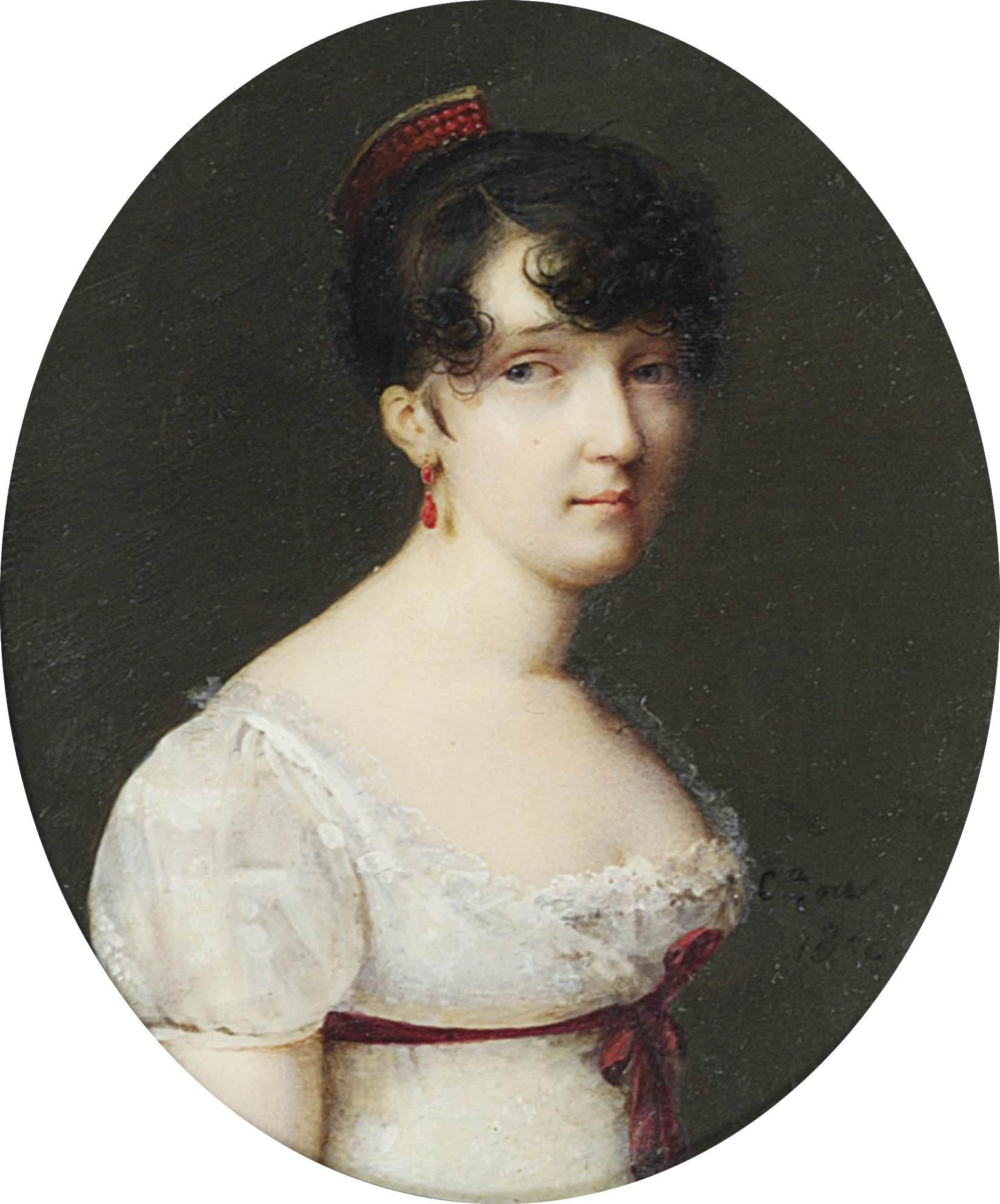
Portrait de Mme Bernard.
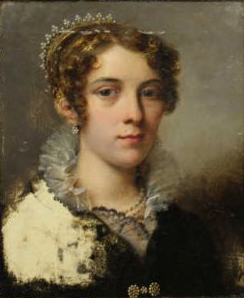
Portrait de femme de qualité.
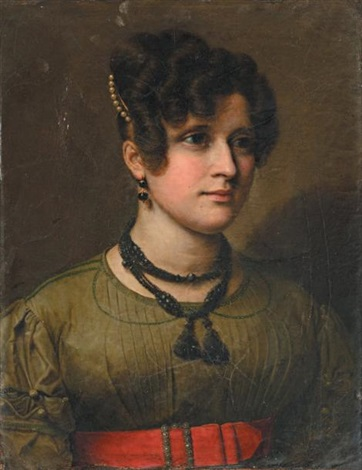
Portrait de jeune femme à la robe verte et ceinture rouge.

## Publications
- Exposé sommaire des expériences faites dans les séances d'optique données, 1818
- Leçons expérimentales d'optique sur la lumière et les couleurs destinées à rétablir dans leur intégrité les faits dénaturés par Newton
- Exposé sommaire des nouvelles expériences consacréas à l'examen de la doctrine de Newston, 1821
- Manuel d'optique expérimentale à l'usage des artistes et des physiciens, 1821
- L'art du peintre, doreur et vernisseur, avec Jean-Félix Watin.
- Mémoire sur un phénomène fondamental d'optique, 1828
- Mémoire sur les lois que suivent dans leurs combinaisons entre elles, les couleurs produites par la réfraction de la lumière, ainsi que celles transmises ou réfléchies par les corps dit naturellement collorés ...